# Игдыр
Игдыр (также: игдер, игде, йигдыр; туркм. Igdir) — историческое туркменское племя, упоминаемое средневековыми историками в списке 24-х огузо-туркменских племен, ведущих свое происхождение от родоначальника туркмен и героя-прародителя тюркских племен Огуз-хана.

## Происхождение
Первое из известных упоминаний племени игдыр относится к середине VIII в. На терхинской надписи, обнаруженной на территории Монголии, в которой описываются первые годы правления правителя Уйгурского каганата Элетмиш Бильге-кагана, игдыр упоминается как мятежное племя, которое разделилось и ушло в западном направлении.
Махмуд аль-Кашгари сообщает о племени игдыр как одном из 22-х родов огузов (туркмен) в энциклопедическом словаре тюркского языка Диван Лугат ат-Турк: 
«Огуз — одно из тюркских племен (кабиле), они же туркмены… Четырнадцатый — Игдер».
В работе Огуз-наме, которая является частью исторического труда Джами ат-Таварих (Сборник летописей), историк Хулагуидского государства Фазлаллах Рашид ад-Дин пишет о племени игдыр, входящем в состав 24-х огузо-туркменских племен:
«Трех младших по возрасту братьев Огуз назначил в левое крыло (войск) и дал им имя учок… Сыновья Тенгиз-хана…Йигдыр, то есть прекрасный и великий».
Хивинский хан и историк Абул-Гази также сообщает о племени игдыр в составе туркменских племен, ведущих свое происхождение от 24-х внуков Огуз-хана:
«Об именах сыновей и внуков Огуз-хана… Имя старшего сына Тенгиз-хана — Игдир… Значение Игдир — великий…»

## Этнонимия
Туркмены этнографической группы игдыр проживают на территории Астраханской области, а также Ставропольского края РФ. Отдельные группы племени игдыр в прошлом вошли в состав туркменских этнографических групп човдур и йомут, проживающих в Туркменистане. Этноним игдыр также встречается в Азербайджане, Иране и Турции.

## Топонимия
Туркменское племя игдыр оставило следы в топонимии Дашогузского и Балканского велаятов Туркменистана, в Узбекистане и Иране.
В связи с миграциями огузо-туркменских племен в средние века на Средний Восток, племя игдыр оставило свой след в топонимии Турции, где именем племени назван город и иль Ыгдыр на востоке страны. Всего на территории Турции имеется 16 топонимов, связанных с племенем игдыр, причем ещё в XVI веке их было 43.